# Pealius kelloggi
Pealius kelloggi là một loài côn trùng cánh nửa trong họ Aleyrodidae, phân họ Aleyrodinae.
Pealius kelloggi được Bemis miêu tả khoa học đầu tiên năm 1904.